# Poecilopsis herse
Poecilopsis herse là một loài bướm đêm trong họ Geometridae.